# Paradise Oskar
Paradise Oskar (англ. Рай Оскар, ім'я при народженні А́ксель Е́нстрем — Axel Ehnström; 23 жовтня 1991, Кіркконуммі, провінція Уусімаа) — фінський співак і автор пісень. Представляв Фінляндію на пісенному конкурсі Євробачення 2011 з піснею «Da Da Dam», де посів 21 місце у фіналі.
Ім'я «Рай Оскар» походить з книги дитячої письменниці Астрід Ліндгрен — «Расмус і волоцюга», де Рай Оскар — бродяга, який грає на акордеоні.

## Євробачення 2011
Оскар переміг у фінському національному відборі на Євробачення — Euroviisut 2011 з піснею «Da Da Dam», отримавши найбільшу кількість SMS — 46,7% голосів, і представляв Фінляндію в конкурсі Євробачення 2011, який відбувся в Дюссельдорфі, Німеччина в травні 2011.